# Ramagundam
Ramagundam ist eine Stadt im indischen Bundesstaat Telangana.
Die Stadt ist Teil des Distrikt Peddapalli. Ramagundam hat den Status einer Municipality. Die Stadt ist in 25 Wards (Wahlkreise) gegliedert.

## Demografie
Die Einwohnerzahl der Stadt liegt laut der Volkszählung von 2011 bei 229.644 und die der Metropolregion bei 252.308. Ramagundam hat ein Geschlechterverhältnis von 967 Frauen pro 1000 Männer und damit einen für Indien üblichen Männerüberschuss. Die Alphabetisierungsrate lag bei 75,0 % im Jahr 2011. Knapp 89 % der Bevölkerung sind Hindus, ca. 10 % sind Muslime und ca. 1 % gehören einer anderen oder keiner Religion an. 8,0 % der Bevölkerung sind Kinder unter 6 Jahren.

## Wirtschaft
Die Stadt Ramagundam liegt in den Kohlefeldern des Godavari-Tals und verfügt über eines der größten Wärmekraftwerke Indiens. Daneben lebt ein großer Teil der Bevölkerung direkt oder indirekt von der Landwirtschaft.

## Infrastruktur
Die Stadt ist über seinen Bahnhof mit dem Rest Indiens verbunden. Außerdem verfügt die Stadt über einen kleinen Flughafen, den Ramagundam Airport.